# Pendergrass
Pendergrass és una població dels Estats Units a l'estat de Geòrgia. Segons el cens del 2000 tenia 431 habitants.

## Demografia
Segons el cens del 2000, Pendergrass tenia 431 habitants, 156 habitatges, i 117 famílies. La densitat de població era de 82,4 habitants/km².
Dels 156 habitatges en un 30,8% hi vivien nens de menys de 18 anys, en un 57,1% hi vivien parelles casades, en un 11,5% dones solteres, i en un 25% no eren unitats familiars. En el 17,9% dels habitatges hi vivien persones soles el 8,3% de les quals corresponia a persones de 65 anys o més que vivien soles. El nombre mitjà de persones vivint en cada habitatge era de 2,76 i el nombre mitjà de persones que vivien en cada família era de 3,12.
Per edats la població es repartia de la següent manera: un 26,7% tenia menys de 18 anys, un 8,8% entre 18 i 24, un 28,3% entre 25 i 44, un 24,6% de 45 a 60 i un 11,6% 65 anys o més.
L'edat mediana era de 33 anys. Per cada 100 dones de 18 o més anys hi havia 93,9 homes.
La renda mediana per habitatge era de 33.750 $ i la renda mediana per família de 37.700 $. Els homes tenien una renda mediana de 23.750 $ mentre que les dones 15.179 $. La renda per capita de la població era d'11.699 $. Entorn del 9,3% de les famílies i el 15,9% de la població estaven per davall del llindar de pobresa.

## Poblacions més properes
El següent diagrama mostra les poblacions més properes.